# Purście
Purście (biał. Пурсці, Pursci; ros. Пурсти, Pursti) – wieś na Białorusi, w obwodzie grodzieńskim, w rejonie lidzkim, w sielsowiecie Krupa, nad Krupką.

## Historia
W XIX i w początkach XX w. położone były w Rosji, w guberni wileńskiej, w powiecie lidzkim, w gminie Lida. W 1888 były to dwie wsie – jedna prywatna własności Szukiewiczów i druga skarbowa.
W dwudziestoleciu międzywojennym leżały w Polsce, w województwie nowogródzkim, w powiecie lidzkim, w gminie Lida. W 1921 miejscowość liczyła 136 mieszkańców, zamieszkałych w 27 budynkach, wyłącznie Polaków. 125 mieszkańców było wyznania rzymskokatolickiego i 11 prawosławnego.
Po II wojnie światowej w granicach Związku Sowieckiego. Od 1991 w niepodległej Białorusi.